# Камбунджи, Дитаджи
Дитаджи Камбунджи (фр. Ditaji Kambundji; род. 20 мая 2002, Берн) — швейцарская легкоатлетка, которая специализируется в беге на короткие дистанции с барьерами. Призёр чемпионатов Европы 2022 и 2024 годов, чемпионка Европы 2025 года в помещениях. Участница летних Олимпийских игр 2020 и 2024 годов.

## Биография
Дитаджи Камбунджи родилась 20 мая 2002 года в Берне, в семье отца-конголезца Савуки и матери-швейцарки Рут. Она последняя из четырех детей. Её старшая сестра — швейцарская спринтерша Муджинга Камбунджи.
Большую часть своего взросления Дитаджи проводила в легкоатлетическом клубе. Испробовала разные дисциплины, прежде чем переключиться на бег с барьерами.
И Дитаджи, и Муджинга любят заниматься садоводством, а также ухаживать за растениями.

## Спортивная карьера
В 2018 году принял участие в Юношеских Олимпийских играх в Буэнос-Айресе, где в беге на 100 метров с барьерами стала 14-й.
В 2021 году принимала участие в летних Олимпийских играх в Токио. В беге на 100 метров с барьерами заняла итоговое 33-е место с результатом 13,17.
В 2022 году приняла участие в чемпионате мира в США, выступила в полуфинальных забегах. А в Мюнхене, на чемпионате Европы, заняла третье место с результатом 12,74.
В 2023 году, с результатом 7,00 в беге на 60 метров с барьерами завоевала бронзовую медаль на чемпионате Европы в помещениях в Стамбуле.
В июне 2024 года на чемпионате Европы по лёгкой атлетике в Риме завоевала серебро на дистанции 100 метров с барьерами с результатом 12,40 сек. — это рекорд Европы среди спортсменок не достигших 23-х лет.

## Достижения
- Чемпионка Швейцарии в беге на 100 метров с барьерами — 2020, 2021, 2023;
- Чемпионка Швейцарии в беге на 60 метров с барьерами в помещении — 2021, 2022, 2023.